# Euthygomphus wuzhishanus
Euthygomphus wuzhishanus – gatunek ważki z rodziny gadziogłówkowatych (Gomphidae). Znany tylko z holotypu – samicy odłowionej na górze Wuzhi na wyspie Hajnan (Chiny).